# Gaußsche Summenformel
Die gaußsche Summenformel (nicht zu verwechseln mit einer gaußschen Summe), auch kleiner Gauß genannt, ist eine Formel für die Summe der ersten {\displaystyle n} aufeinanderfolgenden natürlichen Zahlen:
{\displaystyle 1+2+3+4+\dotsb +n=\sum _{k=1}^{n}k={\frac {n(n+1)}{2}}}
Die Summen {\displaystyle 1;\,3;\,6;\,10;\,\dotsc } für {\displaystyle n=1;\,2;\,3;\,4;\,\dotsc } werden Dreieckszahlen genannt.

## Veranschaulichungen

### Numerische Veranschaulichung
Die Formel lässt sich folgendermaßen veranschaulichen: Man schreibt die Zahlen von 1 bis {\displaystyle n} aufsteigend in eine Zeile. Darunter schreibt man die Zahlen in umgekehrter Reihenfolge:
{\displaystyle {\begin{array}{ccccc}1&2&\ldots &n-1&n\\n&n-1&\ldots &2&1\\\hline n+1&n+1&\ldots &n+1&n+1\end{array}}}
Die Summe jeder Spalte ist {\displaystyle n+1.} Da es {\displaystyle n} Spalten sind, ist die Summe der Zahlen beider Zeilen gleich {\displaystyle n\cdot (n+1).} Um die Summe der Zahlen einer Zeile zu ermitteln, wird das Ergebnis halbiert, und es ergibt sich die obige Formel:
{\displaystyle 1+2+3+4+\dotsb +n={\frac {1}{2}}\cdot n\cdot (n+1)}

### Geometrische Veranschaulichung
Im Bild unten werden die einzelnen Summanden als grüne Kästchenreihen zu einem Dreieck angeordnet, das durch die weißen Kästchen zu einem Quadrat mit Seitenlänge {\displaystyle n} erweitert wird. Die einfache Halbierung des Quadrats entlang einer seiner Diagonalen würde die genau auf der Diagonale liegenden Kästchen ebenfalls teilen, was unerwünscht ist.
Daher wird das Quadrat rechts um eine Spalte mit {\displaystyle n} blauen Kästchen zu einem Rechteck ergänzt, dessen Halbierung entlang der roten Linie wie gewünscht genau die grünen Kästchen abspaltet.
Man braucht nun nur mehr die Anzahl {\displaystyle n\cdot (n+1)} aller Kästchen zu halbieren, was sofort zur gesuchten Anzahl {\displaystyle {\frac {n\cdot (n+1)}{2}}} der grünen Kästchen führt.

## Geschichtliche Aspekte

### Geschichte der Formel
Die beschriebene Summenformel wie auch die Summenformel für die ersten {\displaystyle n} Quadratzahlen war bereits in der vorgriechischen Mathematik bekannt.

### Geschichte der Bezeichnung
Die Verwendung des Terminus gaußsche Summenformel im Sinne dieses Artikels hat sich in der Literatur erst im 21. Jahrhundert verbreitet, inzwischen hat sie auch Einzug in Lehrbücher für das Mathematikstudium gefunden. Hingegen wird bereits seit Ende des 19. Jahrhunderts eine Formel für eine gaußsche Summe gaußsche Summenformel genannt.
Die neuere, hier relevante, Bedeutung des Terminus gaußsche Summenformel geht auf die folgende anekdotenhafte Geschichte über Carl Friedrich Gauß als neunjährigem Schüler und seinem Rechenlehrer Büttner zurück. Die Geschichte findet sich in Wolfgang Sartorius von Waltershausens Nachruf Gauß zum Gedächtnis, wobei sich Sartorius verbürgt, Gauß habe die Geschichte „in seinem hohen Alter mit großer Freude und Lebhaftigkeit öfter erzählt“.

„Das Herkommen [gemeint ist: die Konvention] brachte es nämlich mit sich, dass der Schüler, welcher zuerst sein Rechenexempel beendigt hatte, die Tafel in die Mitte eines großen Tisches legte; über diese legte der zweite seine Tafel u.s.w. Der junge Gauss war kaum in die Rechenclasse eingetreten, als Büttner die Summation einer arithmetischen Reihe aufgab. Die Aufgabe war indess kaum ausgesprochen als Gauss die Tafel mit den im niedern Braunschweiger Dialekt gesprochenen Worten auf den Tisch wirft: »Ligget se’.« (Da liegt sie.)
Während die anderen Schüler weiter rechnen, multipliciren und addiren, geht Büttner sich seiner Würde bewusst auf und ab, indem er nur ab und zu einen mitleidigen und sarcastischen Blick auf den kleinsten Schüler wirft, der längst seine Aufgabe erledigt hatte. [...] Am Ende der Stunde wurden darauf die Rechentafeln umgekehrt; die von Gauss mit einer einzigen Zahl lag oben und als Büttner das Exempel prüfte, wurde das seinige zum Staunen aller Anwesenden als richtig befunden …“

Laut Sartorius erkannte Büttner hiernach bald, dass Gauß in seiner Klasse nichts mehr lernen konnte.
Mit dem Ausdruck „Summation einer arithmetischen Reihe“ ist gemeint, dass die Aufgabe aber darin bestand, Zahlen zu addieren, die in arithmetischer Progression stehen. Dies bedeutet, dass sich die zu addierenden Zahlen durch fortwährende Addition einer Konstanten, der sogenannten Schrittweite, aus einer gegebenen Zahl ergeben. So eine Aufgabe kann durch eine Produktformel gelöst werden, nämlich {\displaystyle {\frac {n\cdot (u+o)}{2}}}, wobei {\displaystyle n} die Anzahl der zu addierenden Zahlen ist und {\displaystyle u} die kleinste und {\displaystyle o} die größte der Zahlen ist; die Formel kann intuitiv analog zur obigen numerischen Veranschaulichung für die gaußsche Summenformel eingesehen werden.
Heutzutage wird die Anekdote meist in etwa der folgenden Variante erzählt: Gauß’ Lehrer ließ die Schüler die Zahlen von 1 bis 100 addieren. Während nun seine Mitschüler fleißig zu addieren begannen, stellte Gauß fest, dass sich die 100 zu addierenden Zahlen zu 50 Paaren gruppieren lassen, die jeweils die Summe {\displaystyle 101} haben: {\displaystyle 1+100,2+99,3+98} bis zu {\displaystyle 50+51.} Also musste das gesuchte Ergebnis gleich dem Produkt {\displaystyle 50\cdot 101=5050} sein. Die Überlegung Gauß’ wird hierbei auch modifiziert, beispielsweise dahingehend, dass der Durchschnitt der {\displaystyle 100} Zahlen {\displaystyle 50{,}5} ist und somit die Summe {\displaystyle 5050}.
Die konkrete Aufgabe, die Zahlen von 1 bis 100 zu addieren, und die Lösungsmethode mittels der 50 Paare findet sich wohl das erste Mal in einer Biographie über Gauß von Ludwig Bieberbach aus dem Jahr 1938. Oftmals wird die Geschichte auch damit ausgeschmückt, dass Gauß’ Lehrer das Verfahren nicht kannte und Gauß es ihm sodann erklärte. In der Literatur sind derartige Darstellungen seit etwa 1990 weit verbreitet.

## Beweise
Für die Formel gibt es zahlreiche Beweise.

### Beweis entsprechend der numerischen Veranschaulichung
Die obige numerische Veranschaulichung führt etwas formalisiert zu einem Beweis:
Es sei {\displaystyle n\in \mathbb {N} }. Dann erhält man mittels Umordnung der Summe die Identität
{\displaystyle \sum _{k=1}^{n}k=\sum _{k=1}^{n}\,(n+1-k)} .
Somit ist 
{\displaystyle 2\cdot \sum _{k=1}^{n}k=\sum _{k=1}^{n}k+\sum _{k=1}^{n}\,(n+1-k)=\sum _{k=1}^{n}\,(k+n+1-k)=\sum _{k=1}^{n}\,(n+1)=n\cdot (n+1)} .
Hieraus folgt die zu beweisende Identität
{\displaystyle \sum _{k=1}^{n}k={\frac {n\cdot (n+1)}{2}}}.

### Beweis mit vollständiger Induktion
Bei der vollständigen Induktion muss gezeigt werden, dass die Aussage für {\displaystyle n=1} gilt (Induktionsanfang) und dass aus der Gültigkeit der Aussage für beliebiges {\displaystyle n} deren Gültigkeit für {\displaystyle n+1} folgt (Induktionsschritt).
Induktionsanfang:
{\displaystyle 1={\frac {1(1+1)}{2}}}.
Induktionsschritt:
Für ein {\displaystyle n\geq 1} gelte die Induktionsvoraussetzung
{\displaystyle 1+2+\cdots +n={\frac {n(n+1)}{2}}}.
Damit folgt
{\displaystyle {\begin{aligned}1+2+\cdots +n+(n+1)&={\frac {n(n+1)}{2}}+(n+1)\\&={\frac {n(n+1)+2(n+1)}{2}}\\&={\frac {(n+1)(n+2)}{2}}\\&={\frac {(n+1)((n+1)+1)}{2}},\end{aligned}}}
d. h. die Gaußsche Summenformel gilt dann auch für {\displaystyle n+1}. Nach dem Prinzip der vollständigen Induktion gilt die Aussage somit für alle natürlichen Zahlen.

## Verwandte Summen
Aus der gaußschen Summenformel ergeben sich durch Anwenden des Distributivgesetzes und anderer ähnlich elementarer Rechenregeln leicht auch Formeln für die Summe der geraden bzw. der ungeraden Zahlen.
{\displaystyle \sum _{k=1}^{n}2k=2\cdot \sum _{k=1}^{n}k=2\cdot {\frac {n(n+1)}{2}}=n(n+1)}
liefert die Summe der ersten {\displaystyle n} aufeinanderfolgenden geraden Zahlen.
Die Formel für die Summe der ersten {\displaystyle n} aufeinanderfolgenden ungeraden Zahlen ergibt sich so:
{\displaystyle \sum _{k=1}^{n}(2k-1)=2\cdot \sum _{k=1}^{n}k-\sum _{k=1}^{n}1=(n^{2}+n)-n=n^{2}}
Die Summe der ersten {\displaystyle n} aufeinanderfolgenden Quadratzahlen
{\displaystyle \sum _{k=1}^{n}k^{2}={\frac {1}{6}}n(n+1)(2n+1)}
wird als quadratische Pyramidalzahl bezeichnet. Eine Verallgemeinerung auf eine beliebige positive ganze Zahl als Exponenten ist die Faulhabersche Formel.